# Bahnhof Saint-Hippolyte (Haut-Rhin)
Der Bahnhof Saint-Hippolyte (Haut-Rhin) (deutsch St. Pilt) war der Bahnhof der gleichnamigen Gemeinde im Elsass. Wenn auch an der Hauptstrecke Strasbourg–Basel gelegen, war er ein kleiner Durchgangsbahnhof. Bedeutend wurde er durch seinen prominentesten Nutzer, Kaiser Wilhelm II.

## Geografische Lage
Der Bahnhof Saint-Hippolyte (Haut-Rhin)  lag etwa 2,5 km östlich des Ortskerns. Die Gemeinde – und damit auch der ehemalige Bahnhof – liegen am Fuß der Hohkönigsburg, deren Neuaufbau ein Hobby des Kaisers war.

## Geschichte

### Anfänge
Der Bahnhof wurde am 18. Oktober 1840 von der Compagnie du chemin de fer de Strasbourg à Bâle in Betrieb genommen und ging mit ihr 1854 an die Compagnie des Chemins de fer de l’Est und 1871 an die Reichseisenbahnen in Elsaß-Lothringen (EL) über.
Mit dem Interesse des Kaisers für die Hohkönigsburg musste für die wiederholten Allerhöchsten Baustellenbesuche eine entsprechende Empfangsmöglichkeit am Bahnhof geschaffen werden, denn der Kaiser reiste mit seinem Hofzug an. Das Empfangsgebäude benötigte also eine entsprechende Aufwertung.

### Kaiserbahnhof

Riss des Empfangsgebäudes, Bahnsteigseite

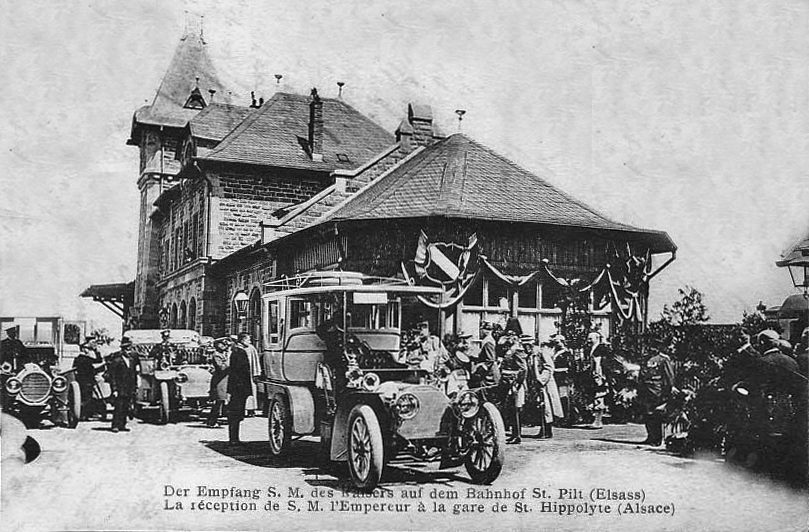
Empfang des Kaisers am Bahnhof

Der Bahnhof wurde umgebaut und erhielt ein neues Empfangsgebäude, das ab 1901 geplant und von 1903 bis 1908:98 nach Plänen des Architekten Ludwig Kriesche errichtet wurde. Der architektonische Aufwand mit einem Turm und mehreren voneinander abgesetzten Bauteilen war – für eine im Alltagsbetrieb drittrangige Station – erheblich.:99 Es erhielt als Warteraum für den Kaiser als Anbau ein Fürstenzimmer. Der Anbau ist nicht erhalten.

### Nach 1918
1919 wurde aus dem Bestand der EL die Administration des chemins de fer d’Alsace et de Lorraine (AL) gebildet, zu der nun auch der Bahnhof gehörte. Diese ging 1938 in der SNCF auf. Nach der Besetzung des Elsass durch die Wehrmacht 1940 gelangte das Eisenbahnnetz bis 1945 – und damit auch der Bahnhof – an die Deutsche Reichsbahn.
1976 wurde das Personal vom Bahnhof abgezogen. Seit 2002 halten hier keine Züge mehr.
1997 wurde das Empfangsgebäude als Monument historique unter Denkmalschutz gestellt.
Das ehemalige Empfangsgebäude wurde nach Aufgabe des Bahnhofs in private Hände verkauft. Es brannte am 19. Februar 2010 aus. In der Folge wurde die verfallende Ruine im Rahmen einer Zwangsversteigerung an eine Privatperson versteigert, die Gemeinde Saint-Hippolyte machte jedoch von ihrem Vorkaufsrecht Gebrauch und wollte die Immobilie übernehmen, um sie zumindest zu sichern und zu erhalten. Das führte jedoch zu rechtlichen Auseinandersetzungen. 2020 begannen die Eigentümer mit der Restaurierung des Gebäudes und starteten eine Crowdfunding-Aktion.

## Wissenswert
- Während der Bauarbeiten an der Hohkönigsburg bestand zwischen dem Bahnhof St. Pilt und der Baustelle eine Feldbahn.[2]:98
- Der Bahnhof von Saint-Hippolyte diente als Kulisse für eine Szene im Film Der zehnte Tag von Claude Chabrol.[9]